# Округ Фентрес (Тенеси)
Фентрес (енгл. Fentress County) је округ у америчкој савезној држави Тенеси.

## Демографија
По попису из 2010. године број становника је 17.959, што је 1.334 (8,0%) становника више него 2000. године.
| Група             | 2000.          | 2010.          |
| Белци             | 16.419 (98,8%) | 17.522 (97,6%) |
| Афроамериканци    | 18 (0,1%)      | 31 (0,2%)      |
| Азијати           | 16 (0,1%)      | 38 (0,2%)      |
| Хиспаноамериканци | 90 (0,5%)      | 189 (1,1%)     |
| Укупно            | 16.625         | 17.959         |